# الكسندر هيل
الكسندر هيل (بالإنجليزية: Alexander Hill)‏ هو مجدف أسترالي، ولد في 11 مارس 1993 في Berri, South Australia ‏ في أستراليا.

## وصلات خارجية
- الكسندر هيل على موقع الاتحاد الدولي للتجديف (الإنجليزية)
- الكسندر هيل على موقع الاتحاد الأسترالي للتجديف (الإنجليزية)
- الكسندر هيل على موقع اللجنة الأولمبية الدولية (الإنجليزية)
- الكسندر هيل على موقع أوليمبيديا (الإنجليزية)
- الكسندر هيل على موقع اللجنة الأولمبية الأسترالية (الإنجليزية)